# Knutsford
Knutsford est une ville du comté de Cheshire,dans le Nord-Ouest de l'Angleterre, au sud de Manchester, et à l'ouest de Wilmslow.
La femme de lettres britannique Elizabeth Gaskell y vécut jusqu'à son mariage en 1832 et s'en est inspirée pour ses deux romans Cranford (1853) et Wives and Daughters (inachevé, 1865), sous le nom de Hollingford.

## Historique
Le HMS Wren (U28) est parrainé par les communautés civiles de Knutsford et Northwich pendant la campagne nationale du Warship Week (semaine des navires de guerre) en mars 1942. Il est un sloop britannique, de la classe Black Swan modifiée, construit pour la Royal Navy.

## Économie
Knutsford est la siège de quelques sociétés:
- Traveller's Tales - développement de jeux vidéo

## Personnalités liées à la ville
- Elizabeth Gaskell (1810-1865), a grandi à Knutsford, fondant son roman Cranford sur la ville
- Henry Holland (1er baronnet) (1788-1873), médecin britannique et écrivain de voyage, y est né ;
- Henry Holland (1er vicomte Knutsford), (1825-1914), homme politique conservateur britannique, mieux connu pour ses fonctions de secrétaire d'État aux Colonies de 1887 à 1892, y est né et y est mort ;
- Michael Marshall Smith (1965-), romancier britannique, y est né ;
- Edmund Sharpe (1809 - 1877), architecte et ingénieur de chemins de fer britannique, y est né ;
- Pete Shotton (1941-2017), homme d'affaires britannique, connu pour sa longue amitié avec John Lennon, y est mort.

## Jumelage
- Montmorency (Val-d'Oise) (France) depuis 1980.